# Ллойд, Лола Маверик
Лола Маверик Ллойд (англ. Lola Maverick Lloyd, 24 ноября 1875 – 25 июля 1944) — американская пацифистка, суфражистка, сторонница мирового федерализма и феминистка. Лола Маверик родилась в Техасе в богатой семье Маверик и вышла замуж за Уильяма Бросса Ллойда, сына журналиста Генри Демареста Ллойда. Вместе они использовали влияние и богатство своей семьи для поддержки идей Эры прогрессивизма.
После публичного и скандального развода Ллойд посвятила остаток своей жизни поддержке пацифизма. В 1915 году она работала над созданием Женской партии мира и Международного женского союза за мир и свободу. В 1937 году Ллойд совместно с близким другом Розикой Швиммер стала соучредителем Кампании за мировое правительство как попытки создания мирового правительства.

## Биография

### Ранний период жизни
Лола Маверик родилась 24 ноября 1875 года в Кастровилле, штат Техас, США, в семье юриста Джорджа Мэдисона Маверика и Мэри Элизабет Вэнс, прихожанки епископальной церкви. Лола была одной из шестерых детей; ее сестра Рена Маверик Грин стала видным гражданином Сан-Антонио. Она была внучкой Сэмюэля Маверика, политика и земельного барона, подписавшего Декларацию независимости Техаса, мэра Сан-Антонио и автора термина «маверик», обозначающего независимо мыслящего человека. Его жена Мэри Маверик также была видной жительницей Техаса. Лола Маверик выросла в Сент-Луисе, штат Миссури, и посещала школу «Институт Мэри». После окончания школы она поступила в Колледж Смит в Нортгемптоне, штат Массачусетс, который окончила в 1897 году. Ллойд начала карьеру в сфере образования и в 1901 году в Колледж Смит как преподаватель математики.

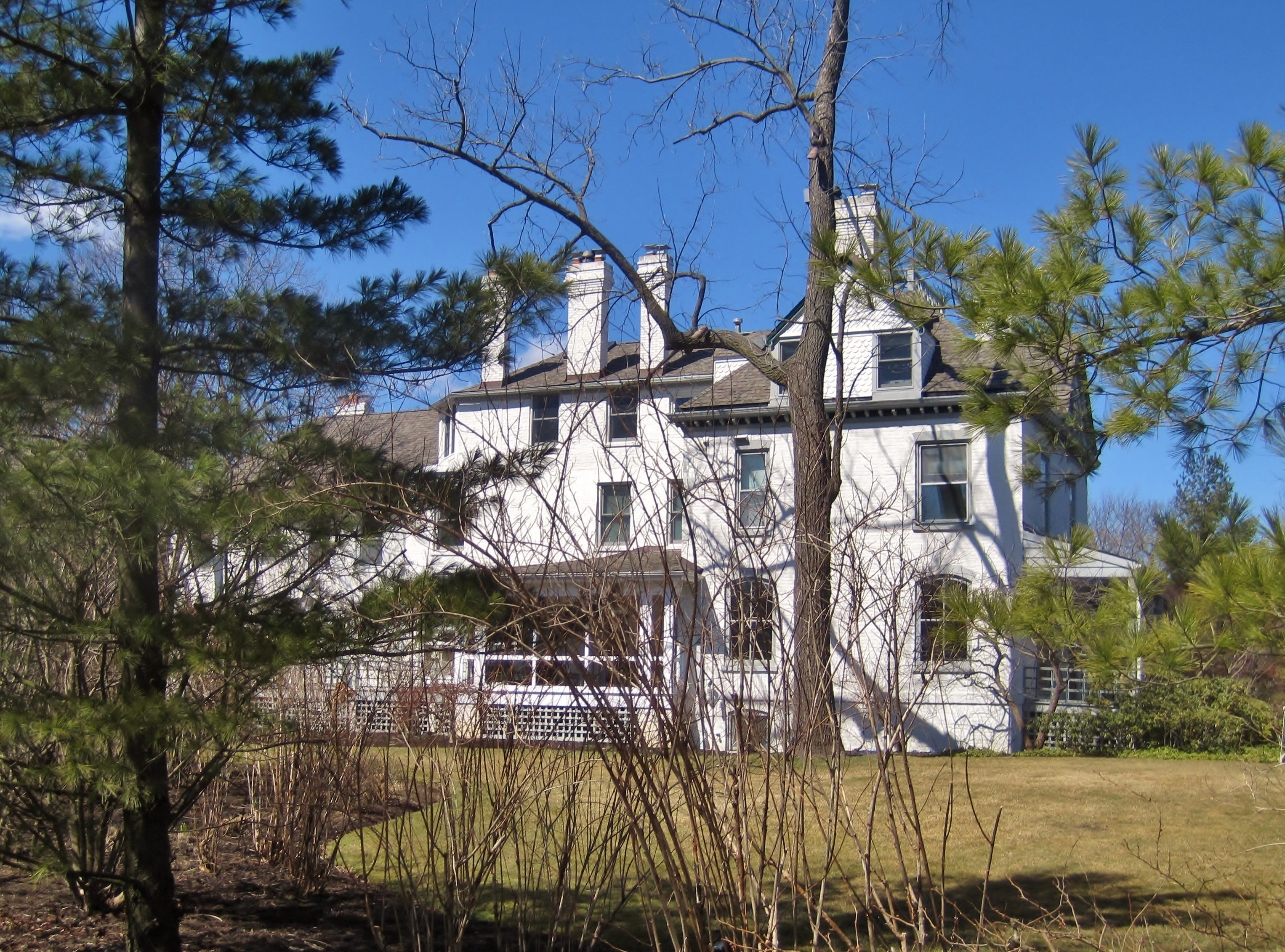
Уильям Бросс и Лола Маверик Ллойд жили в Уэйсайде после смерти Генри Демареста Ллойда.

Во время поездки в Род-Айленд в 1898 году в гости к другу Маверик познакомилась с Уильямом Броссом Ллойдом, старшим сыном журналиста- разоблачителя Генри Демареста Ллойда. Ллойд изучал право в Гарвард-колледже и разделял прогрессивные идеалы Маверик. Маверик и Ллойд встречались в Род-Айленде в 1899 и 1901 годах. Они поженились в Сан-Антонио в 1902 году, в тот самый год, когда Ллойд окончил университет. Молодожены отправились в поход по стране из Сан-Антонио в Уиннетку, штат Иллинойс. Весной 1903 года они построили небольшой коттедж, который назвали Half Wayside, напротив дома The WaysideГенри Демареста Ллойда. Генри Демарест и Джесси Бросс Ллойд умерли в 1903 и 1904 годах соответственно, и Уильям Ллойд унаследовал The Wayside. У Маверик и Ллойда в феврале 1904 года родился первый ребенок, Джесси, а в июне 1906 года — вторая дочь, Мэри. Их первый сын Билл родился в сентябре 1908 года.
Маверик — мать Джорджии Ллойд, которая стала соучредителем Кампании за мировое правительство и участвовала в формировании Организации Объединенных Наций.
Уильям занимался юридической практикой в Чикаго и был директором Chicago Tribune. Супруги построили небольшой дом для отдыха на территории семейного поместья Маверик в округе Бехар, штат Техас.

### Пацифистская деятельность
После начала Первой мировой войны Лола посетила лекцию венгерской пацифистки Розики Швиммер. Швиммер совершала поездку по стране, пытаясь усилить заинтересованность Америки в поиске мирного решения войны. Ллойд последовала примеру Швиммер, став одним из делегатов, основавших Женскую партию мира в Вашингтоне, округ Колумбия, в январе 1915 года. В апреле того же года Лола вместе с сорока семью другими женщинами отправилась в Европу на Международный женский конгресс в Гааге. После конгресса она вернулась в Чикаго, чтобы помочь организовать «Корабль мира Генри Форда». Она была членом «Комитета семи» (Committee of Seven), курировавшего итоговую Нейтральную конференцию по непрерывному посредничеству.

### Личная жизнь

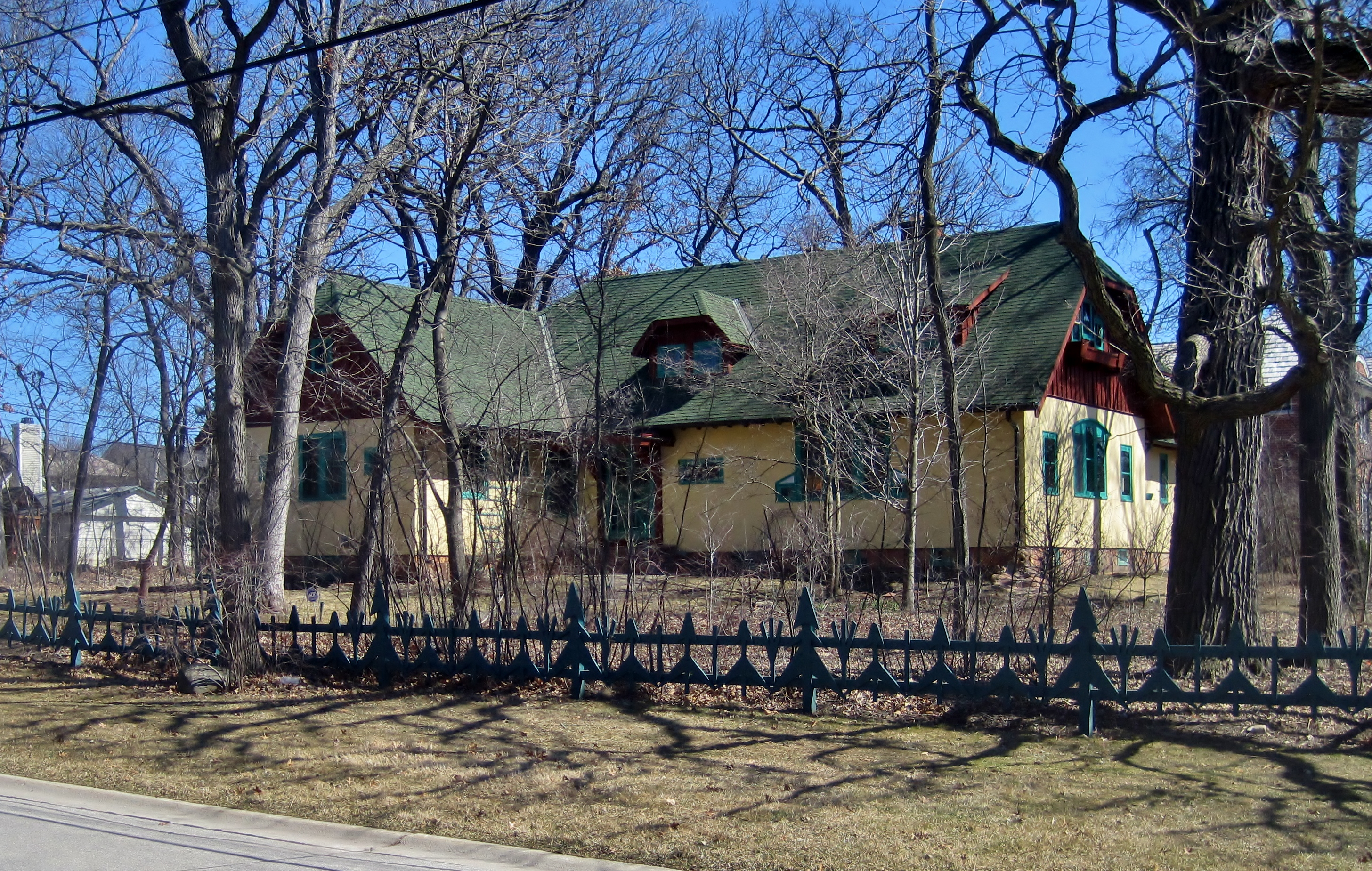
Лола Маверик Ллойд владела этим домом в Уиннетке с момента его постройки в 1920 году и до своей смерти.

Начиная с 1913 года брак Маверик и Ллойда начал рушиться. Лола боролась с осложнениями после рождения своего четвертого ребенка, Джорджии. В тот же год она потеряла отца. Пацифистские интересы Лолы, особенно ее международная поездка в Гаагу, способствовали ухудшению отношений с мужем. Уильям и Лола продолжали ссориться до 1916 года, когда Уильям Ллойд покинул семью, чтобы провести месяц в Калифорнии без жены. Лола подала на развод, что в то время было редкостью, по причине супружеской неверности. Лоле было предоставлено право первичной опеки над её четырьмя детьми. Ллойд хотела забрать детей с собой в Техас, но суд постановил, что она должна оставаться в районе Чикаго, чтобы Уильям мог сохранить право на посещение. В марте 1920 года она купила три участка в центре города Уиннетка и построила дом Лолы Маверик Ллойд . В свое драгоценное свободное время Ллойд занималась живописью, рисунком и скульптурой.

### Послевоенная деятельность
В 1918 году Ллойд арендовала офис в центре Чикаго как место для работы и проживания своих единомышленников. Лола вступила в Национальную женскую партию, была членом Социалистической партии Иллинойса и Женского комитета за признание Советской России (англ. Women's Committee for the Recognition of Soviet Russia). Она регулярно публиковала брошюры и комментарии от имени Женской партии мира, тогда известной как Международная женская лига за мир и свободу (англ. Women's International League for Peace and Freedom, WILPF). В 1926 году, когда трое из ее четверых детей получили высшее образование и уехали из дома, Ллойд переехала в Женеву, чтобы более тесно сотрудничать с лигой. В 1933 году она была избрана в совет лиги. В 1937 году Ллойд стала соучредителем Кампании за мировое правительство вместе с Мэри, Биллом, Джорджией и Розикой Швиммер. Организация была первой, призвавшей к мировому федерализму и мировому правительству после распада Лиги Наций. Позже федералистское движение возглавило коалицию за создание Международного уголовного суда, за что Ллойд редко приписывают заслуги.

### Смерть
К 1939 году здоровье Ллойд ухудшилось. Она страдала от мигреней и вернулась в свой дом в Уиннетке вместе с дочерью Мэри. Ллойд умерла от осложнений рака поджелудочной железы 25 июля 1944 года в возрасте 68 лет. По мнению Джесси Ллойда начало Второй мировой войны подорвало ее здоровье.